# Cecidophagula
Cecidophagula är ett släkte av insekter. Cecidophagula ingår i familjen vårtbitare.
Kladogram enligt Catalogue of Life:
| Cecidophagula | \| \| Cecidophagula digitata \| \| \| \| \| \| Cecidophagula leeuwenii \| \| \| \| |
|               | \| \| Cecidophagula digitata \| \| \| \| \| \| Cecidophagula leeuwenii \| \| \| \| |
|               | Cecidophagula digitata                                                             |
|               |                                                                                    |
|               | Cecidophagula leeuwenii                                                            |
|               |                                                                                    |